# 塞缪尔·亚当斯
山繆·亞當斯（英語：Samuel Adams，1722年9月27日［儒略曆9月16日］—1803年10月2日），美国革命家、政治家、開國元勛之一。他是马萨诸塞殖民地的一名政治家，后来成为美国革命运动的领袖，也是塑造美国政治文化的美国共和主义原则的缔造者之一。他是同为美国国父的约翰·亚当斯总统的远房表亲。
亚当斯出生在波士顿，在一个宗教和政治活跃的家庭中长大。他毕业于哈佛大学，曾是一名不成功的商人和税收官，后来投身政治。他是马萨诸塞众议院和18世纪60年代波士顿市会议上的一名有影响力的官员，他还参与了一场运动，反对英国议会在未经其同意的情况下向英属殖民地征税。1768年，他在麻萨诸塞州发出通函，呼吁殖民地不合作，结果导致英国士兵占领波士顿，最终导致1770年的波士顿大屠杀。亚当斯和他的同事们在1772年设计了一个通信系统委员会，以帮助协调对英国政府试图以损害殖民地利益为代价违反英国宪法的抵制，这将13个殖民地志同道合的爱国者联系在了一起。对英国政策的持续抵制导致了1773年波士顿倾茶事件和美国革命的到来。
1774年国会通过了强制法案，当时亚当斯参加了在费城召开的大陆会议，该会议是为了协调殖民地的回应。他帮助国会在1774年颁布了大陆协会，并在1776年颁布了独立宣言，他还帮助起草了联邦条例和马萨诸塞宪法。美国独立战争结束后，亚当斯回到麻萨诸塞州，担任州参议员，并最终被选为州长。塞缪尔·亚当斯后来成为美国历史上一个有争议的人物。在19世纪的记载中，他被称赞为远在独立战争爆发之前就已经引导他的殖民地同胞走向独立的人。这种观点在20世纪上半叶让位给了对亚当斯的负面评价，他被描绘成一个煽动群众暴力以实现自己目标的宣传大师。这两种解释都受到了一些现代学者的质疑，他们认为这些对亚当斯的传统描述是与历史记录相矛盾的神话。

## 早年生活
萨缪尔·亚当斯于旧历1722年9月16日，也就是新历9月27日出生在英国殖民地马萨诸塞的波士顿。亚当斯是老塞缪尔·亚当斯和玛丽(菲菲尔德)·亚当斯在婴儿死亡率很高的年代生下的12个孩子之一，当时这些孩子中只有三个活过了三岁。亚当斯的父母是虔诚的清教徒，是旧南方公理教会的成员。这家人住在波士顿的购置街。亚当斯为自己的清教传统感到自豪，并在他的政治生涯中强调清教价值观，尤其是美德方面。
老塞缪尔·亚当斯（1689年-1748年）是一位富有的商人和教堂执事。老亚当斯通过一个组织成为波士顿政治的领袖人物，这个组织后来被称为波士顿党团会议，该组织提倡支持大众事业的候选人。波士顿党团会议帮助制定了波士顿城镇会议的议程。新英格兰城镇会议是由民选官员组成的地方政府的一种形式，而不仅仅是公民的集会。历史学家威廉·福勒认为，这是“大英帝国最民主的制度”。老亚当斯在政治上步步高升，成为了治安法官、行政委员和马萨诸塞省众议院的一名成员。他与小伊莱沙·库克密切合作，后者是“人民党”的领袖，这是一个反对皇室官员侵犯1691年《马萨诸塞宪章》所规定的殖民地权利的派别。在接下来的几年里，“人民党”的成员被称为辉格党或爱国者。

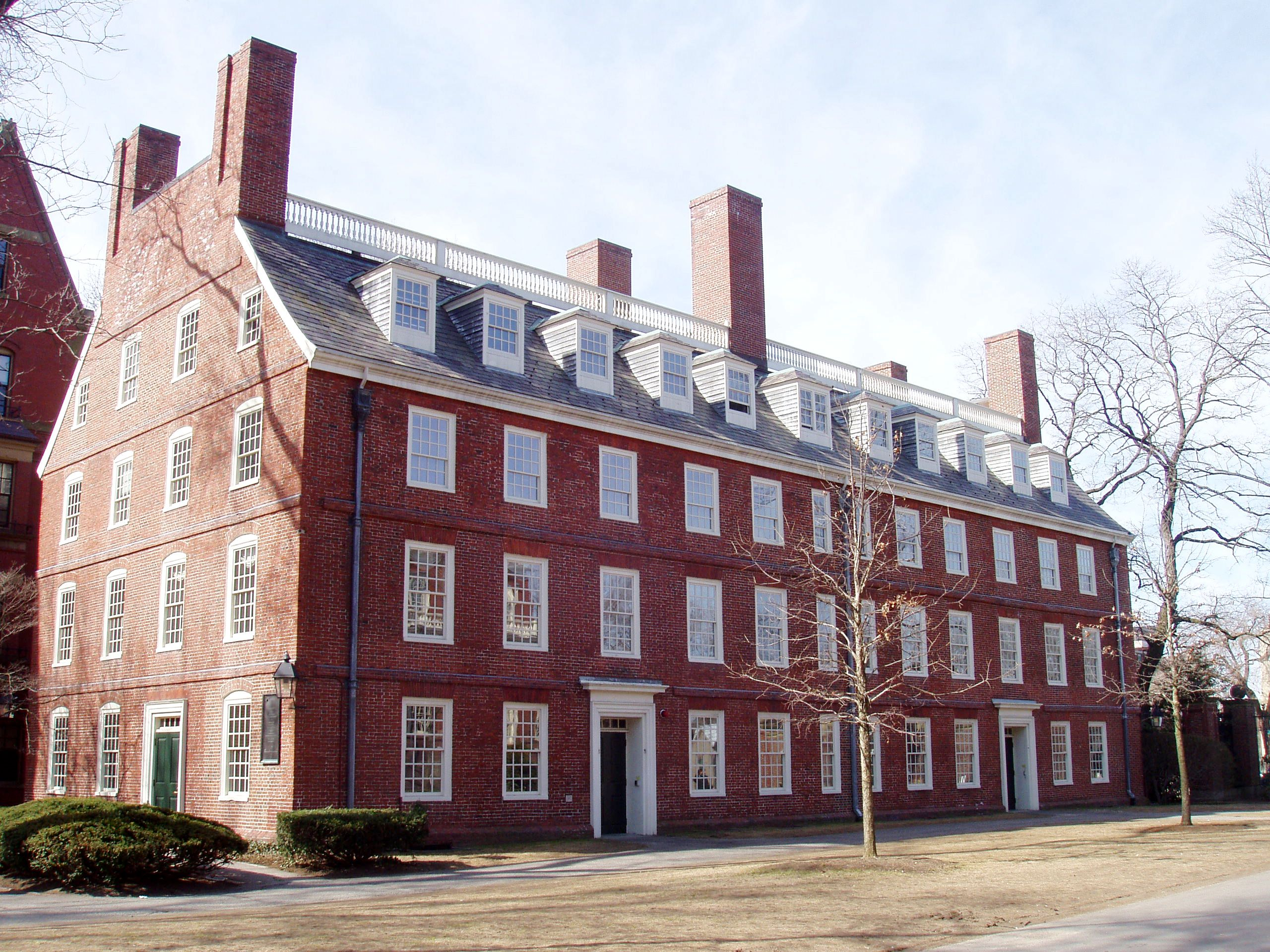

小塞缪尔·亚当斯进入波士顿拉丁学校，然后在1736年进入哈佛学院。他的父母希望他所受的教育能为他当牧师做准备，但亚当斯逐渐将他的兴趣转向了政治。1740年毕业后，亚当斯继续深造，于1743年获得硕士学位。他的论点是:“如果联邦不能得到保护，抵抗最高长官是合法的”，这表明他的政治观点和他父亲的一样，都倾向于殖民地的权利。
亚当斯的父亲卷入了一场有关银行业的争论，这对他的生活影响很大。1739年，马萨诸塞省面临严重的货币短缺，老亚当斯和波士顿党团会议创建了一个“土地银行”，向那些以土地作为抵押的借款人发行纸币。土地银行得到了公民和人民党的普遍支持，该党在众议院占主导地位，众议院是法院的下级分支。反对土地银行的是贵族“宫廷党”，他们是皇家总督的支持者，控制着总督会议，即院的上院。1741年，宫廷党利用其影响力迫使英国议会解散了土地银行。土地银行的董事们，包括老亚当斯在内，都要对仍在流通、以金银支付的货币负责。围绕这家银行的诉讼持续了数年，甚至在老亚当斯去世之后也是如此，年轻的塞缪尔·亚当斯常常不得不保护家族地产不被政府没收。对亚当斯来说，这些诉讼“不断提醒他，英国对殖民地的权力可以以任意和破坏性的方式行使”。

## 早期职业生涯
1743年离开哈佛后，亚当斯对自己的未来不确定。他考虑过当律师，但最终决定从商。他在托马斯·库欣的会计事务所工作，但那份工作只持续了几个月，因为库欣觉得亚当斯过于专注于政治，无法成为一名优秀的商人。亚当斯的父亲借给他1000英镑让他自己创业，这在当时是一笔不小的数目。亚当斯缺乏经商的本能得到了证实：他把这笔钱的一半借给了一个朋友，这个朋友从未还过钱，而他又把另一半挥霍掉了。用历史学家波林·迈尔的话来说，亚当斯一直是“一个对赚钱或拥有金钱完全不感兴趣的人”。

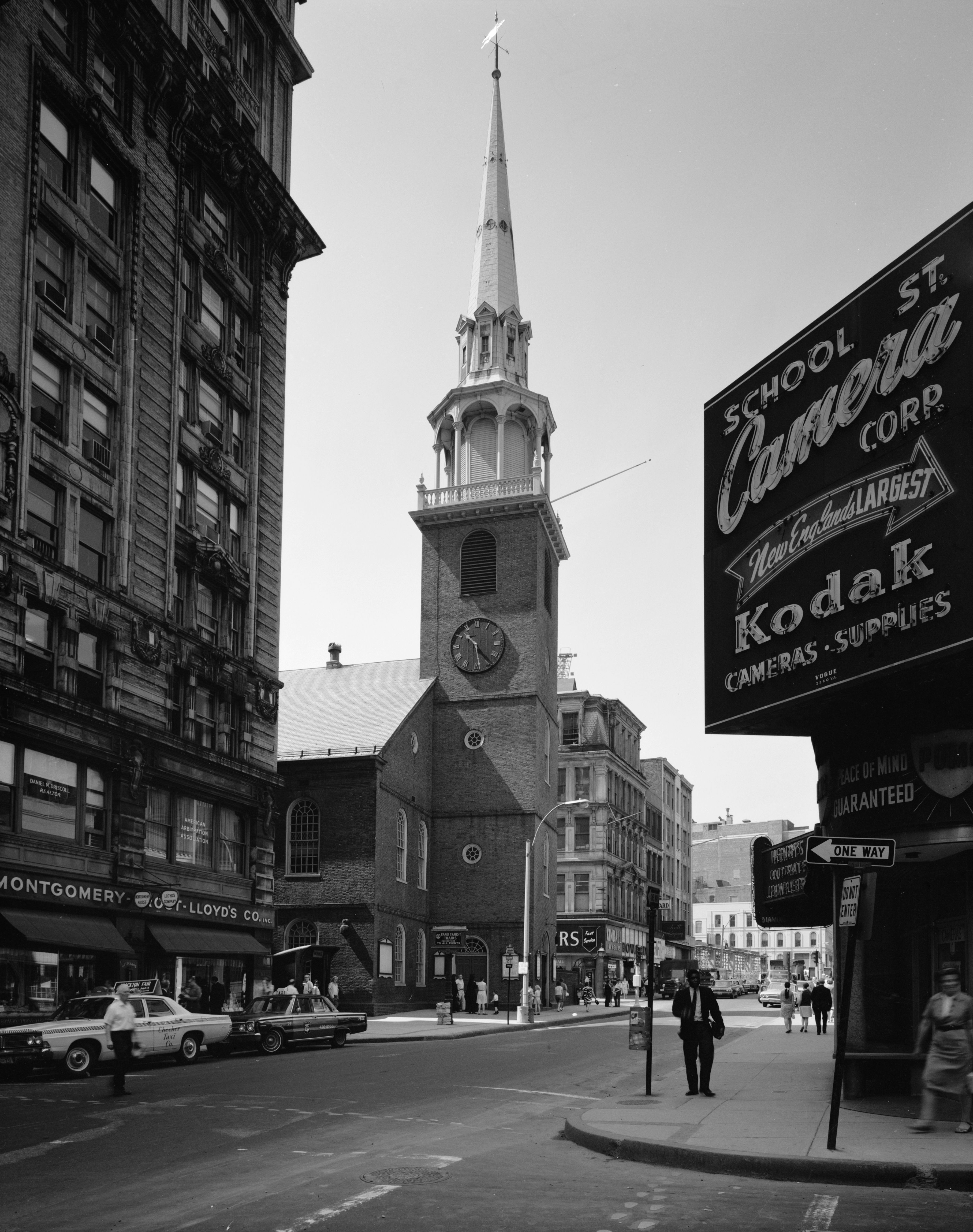

亚当斯赔钱后，他父亲让他成为家族酒店的合伙人，这家酒店紧挨着他在购置街的家。亚当斯家族的几代人都是酿酒师，他们生产酿造啤酒所需的麦芽。几年后，一位诗人取笑亚当斯，称他为“酒店老板山姆”。亚当斯经常被描述为一个酿酒师，但现存的证据表明，他是一个酒店老板，而不是一个酿酒师。
1748年1月，亚当斯和一些朋友被英国的坏印象所激怒，创办了《独立广告商》周刊，刊登亚当斯撰写的许多政治文章。他的文章大量借鉴了英国政治理论家约翰·洛克的《政府论》，并强调了他后来职业生涯的许多主题。他主张人民必须抵制宪法权利受到的任何侵犯。他以罗马帝国的衰落为例，说明如果新英格兰放弃其清教徒价值观，将会发生什么。
老事亚当斯于1748年去世时，亚当斯被赋予了管理家族事务的责任。1749年10月，他娶了他牧师的女儿伊丽莎白·切克利为妻。在接下来的七年里，伊丽莎白生了六个孩子，但只有两个孩子活到了成年:塞缪尔（1751年出生）和汉娜（1756年出生）。1757年7月，伊莉莎白在生下一个胎死腹中的儿子后不久就死了。亚当斯在1764年与伊丽莎白·威尔斯再婚，但没有其他孩子。
和他的父亲一样，亚当斯在波士顿党团会议的支持下开始了他的政治生涯。1747年，他第一次当选公职，成为波士顿市场的一名职员。1756年，波士顿城镇会议选举他担任收税员一职，这一职位提供了微薄的收入。他经常不向他的同胞收税，这增加了他在那些不交税的人中的声望，但上级也让他为短缺的税款负责。到1765年，他的账户拖欠了8000多英镑。镇议会濒临破产的边缘，亚当斯被迫对拖欠税款的纳税人提起诉讼，但许多税款仍未收缴。1768年，他的政治对手利用了这一局面，赢得了对他1463英镑的法庭判决。亚当斯的朋友们偿清了一部分赤字，而镇议会则注销了剩余的部分。那时，他已经成为人民党领袖，这种尴尬的局面并没有减少他的影响力。

## 与大英帝国斗争
在英帝国赢得英法北美战争后不久，塞缪尔·亚当斯在波士顿成为一个重要的公众人物。英国议会发现自己深陷债务泥潭并在寻找新的收入来源，他们第一次寻求直接向英属美洲的殖民地征税。这场税收纠纷是英美对英国宪法和殖民地议会权力范围的解释存在较大分歧的一部分。

### 食糖法
新计划的第一步是1764年的《食糖法》，亚当斯认为这是对殖民地长期权利的侵犯。他认为，殖民地居民在议会中没有代表，因此他们不能被议会征税。殖民地的代表是殖民地议会，只有他们才能向殖民地征税。亚当斯在1764年5月波士顿镇会议选举马萨诸塞众议院代表时表达了这些观点。按照惯例，镇议会向代表们提供了一套书面指示，亚当斯被选来撰写这些指示。亚当斯强调了他认为没有代表而被征税的危险:
如果我们的贸易可以被征税，你凭保证我们的土地不能被征税?那我们土地上的产品和我们的财产还有什么保障?我们认为这就剥夺了我们管理和征税的宪章权利。它打击了我们英国人的特权，因为我们从未丧失过这些特权，这是我们与英国本土臣民的共同之处。如果以任何形式向我们收税，而我们在被收税的地方没有合法的代理人，我们不就从自由的臣民沦落为可怜的附属国奴隶了吗?
历史学家约翰·K·亚历山大写道:“当波士顿镇会议在1764年5月24日批准《亚当斯指示》时，它成为美国第一个公开声明国会不能按宪法向殖民地征税的政治机构。”指令中还包括第一个官方建议，要求各殖民地统一捍卫自己的权利。”亚当斯的指示被刊登在报纸和小册子上，他很快就与小詹姆斯·奥蒂斯关系密切，后者是马萨诸塞议会的一名议员，以捍卫殖民地权利而闻名。他大胆地挑战了议会某些法案的合宪性，但他没有达到亚当斯的程度，后者正在得出议会对殖民地没有主权的结论。

### 印花法令
1765年，国会通过了《印花法令》，要求殖民地居民对大多数印刷材料征收新税。这个法令通过的消息在殖民地引起一片哗然。殖民地的回应呼应了亚当斯1764年的指示。1765年6月，奥蒂斯呼吁通过印花法令来协调和统合殖民地的抵抗。维吉尼亚议会通过了一系列反对印花法令的决议，这些决议被广泛转载，与亚当斯反对《食糖法》的观点类似。亚当斯认为《印花法令》违宪，他还认为，这将损害大英帝国的经济。他支持抵制英国商品的呼吁，向议会施压，要求废除这项税收。
在波士顿，一个名为“忠诚九人帮”的组织组织了对《印花法令》的抗议，该组织是“自由之子”的前身。亚当斯对忠诚的九人帮很友好，但不是他们的成员。8月14日，邮票分销商安德鲁·奥利弗的雕像被吊死在波士顿的自由树上，当晚，他的家被洗劫一空，办公室被拆毁。8月26日，副总督托马斯·哈钦森的家被愤怒的人群摧毁。

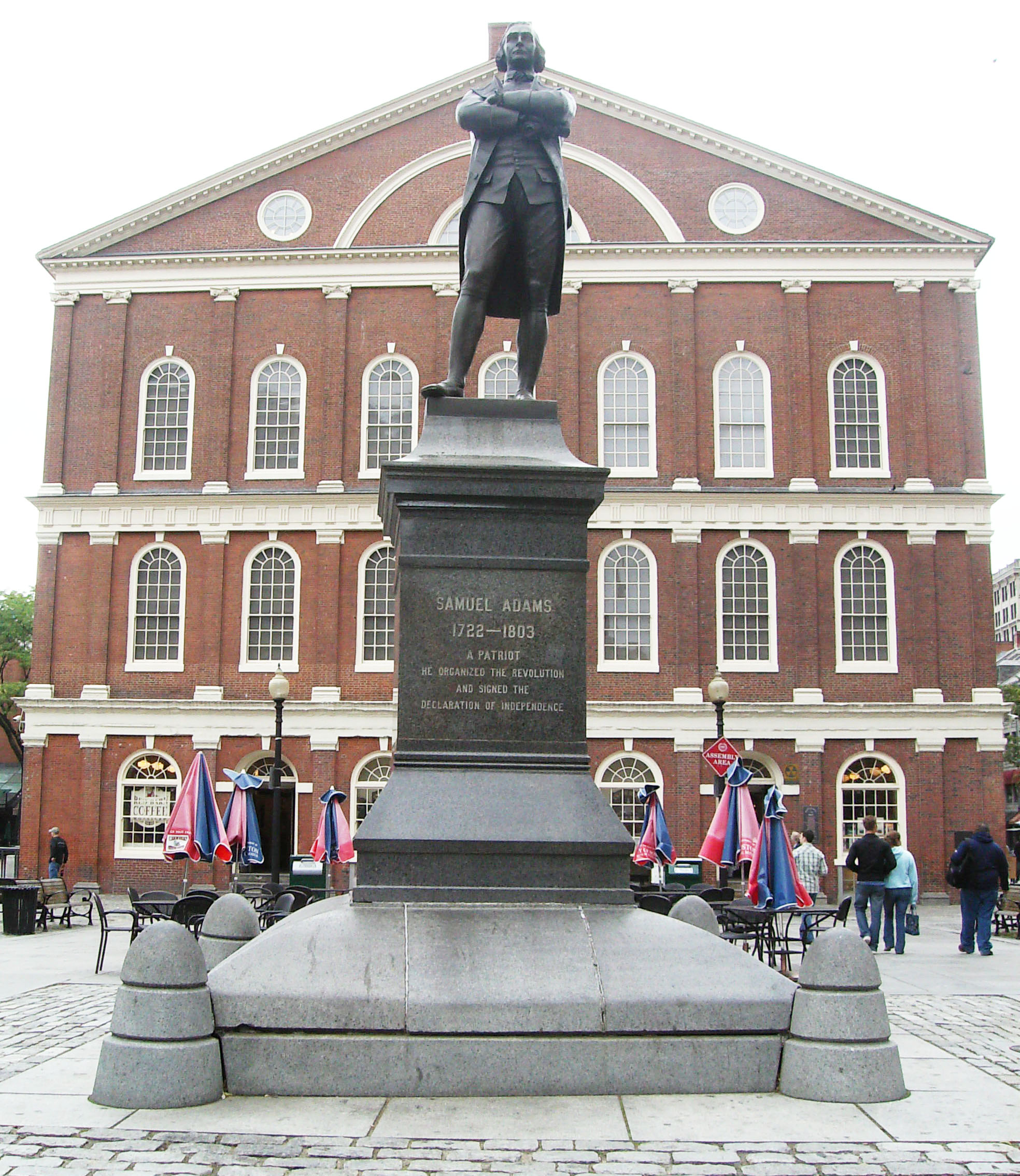

总督弗朗西斯·伯纳德等官员认为，普通民众只是在煽动者的指挥下行动，并将暴力归咎于亚当斯。这种解释在20世纪初被学者们重新提出，他们认为亚当斯是一个宣传大师，他操纵暴徒听从他的命令。例如，历史学家约翰·c·米勒(John C. Miller)在1936年撰写的亚当斯标准传记中写道，亚当斯用他的“训练有素的暴徒”“控制”了波士顿。一些现代学者认为，这种解释是虚构的，没有证据表明亚当斯与《印花法令》所造成的骚乱有任何关系。事后，亚当斯确实批准了8月14日的行动，因为他认为没有其他法律选择来抵制他所认为的议会违宪行为，但他谴责对官员住宅的攻击是“暴民行为”。根据现代学者对亚当斯的解释，他支持用法律手段来抵制议会征税，例如请愿、抵制和非暴力示威，但他反对暴民暴力，因为他认为暴民暴力是非法的、危险的，而且会适得其反。
1765年9月，波士顿城镇会议再次任命亚当斯为波士顿代表团向麻萨诸塞众议院提交指示。结果，他自己写了指令;9月27日，镇议会选举他代替最近去世的一个人成为波士顿议会的四名代表之一。詹姆斯·奥蒂斯当时正在纽约参加《印花法令》大会，亚当斯是众议院一系列反对《印花法令》决议的主要作者，这些决议比《印花税法案》大会通过的决议更激进。亚当斯是第一批主张人类拥有某些政府不能侵犯的自然权利的殖民地领导人之一。
《印花法令》原定于1765年11月1日生效，但由于殖民地各地的抗议者迫使执行这件事的人辞职，该法案并未得到执行。最终，英国商人说服议会废除了这项税收。1766年5月16日，废除法令的消息传到波士顿。全城都举行了庆祝活动，亚当斯发表公开声明，感谢英国商人对他们事业的帮助。
马萨诸塞人民党在1766年5月的选举中取得了优势。亚当斯再次当选众议院议员，被选为众议院办事员，负责众议院的官方文件。在接下来的几年里，亚当斯利用他作为书记员的职位，在宣传他的政治信息方面发挥了巨大的作用。加入亚当斯的是来自波士顿的新众议员约翰·汉考克。汉考克是一位富有的商人——也许是马萨诸塞最富有的人——但相对而言，他是一位政治新手。他最初是亚当斯的门生，他利用自己的财富推动了辉格党事业。

### 汤森法案
《印花法令》废除后，国会采取了一种不同的方式来增加税收，在1767年通过了《汤森法案》，对进口到殖民地的各种商品征收新的关税。这些关税相对较低，因为英国政府想要建立一个先例，即议会有权在提高关税之前对殖民地征收关税。这些税收将用于支付独立于殖民统治的总督和法官。为了加强对新法律的遵守，《汤森法案》设立了一个名为美洲海关专员委员会的海关机构，总部设在波士顿。
民众对《汤森法案》的抵制缓慢增长。1767年10月，该法案的消息传到波士顿时，法院尚未开庭。因此，亚当斯利用波士顿城镇会议组织了一场经济抵制，并号召其他城镇也这样做。到1768年2月，马萨诸塞、罗德岛和康涅狄格的城镇都加入了抵制行动。反对《汤森法案》的呼声还受到来自宾夕法尼亚农民的来信的鼓励，这是约翰·迪金森在1767年12月开始发表的一系列流行文章。迪金森认为新税是违宪的观点在亚当斯之前也有过，但从未有过如此广泛的听众。
1768年1月，马萨诸塞议院向乔治国王递交了一份请愿书，请求他的帮助。亚当斯和奥蒂斯要求众议院把这份请愿书连同后来被称为马萨诸塞通函一起寄给其他殖民地，这封通函成为“革命道路上的一个重要里程碑”。亚当斯在信中呼吁其他殖民地和麻萨诸塞一起抵制《汤森法案》。众议院最初投票反对向其他殖民地发送这封信和请愿书，但经过亚当斯和奥蒂斯的一些政治活动后，于2月11日批准了这封信。
英国殖民大臣希尔斯伯勒勋爵希望防止重蹈《印花法令》的覆辙，指示美洲殖民地总督，如果他们对马萨诸塞的通函作出回应，就解散大会。他还指示麻萨诸塞总督弗朗西斯·伯纳德让麻萨诸塞众议院撤销这封信。6月30日，众议院以92票对17票拒绝撤销这封信，亚当斯以他们有权请愿作为理由。亚当斯非但没有遵从总督的命令，反而向国王递交了一份新的请愿书，要求伯纳德总督下台。伯纳德的回应是解散议会。
海关官员发现，他们无法在波士顿执行贸易规定，于是请求军事援助。1768年5月，一艘装有50门火炮的军舰“罗姆尼号”抵达波士顿港，为军队提供了帮助。在罗姆尼号的船长开始给当地水手留下深刻印象后，紧张局势升级。6月10日，当海关官员以涉嫌违反海关规定为由扣押了约翰·汉考克拥有的一艘单桅帆船“自由”号，这种局面爆发了。水手和海军陆战队员从罗姆尼上岸拖走“自由”号，一场骚乱爆发了。在接下来的几天里，事情平静下来了，但恐惧的海关官员们带上他们的眷属，逃到罗姆尼号，并最终逃到港口的一个岛屿堡垒威廉城堡。
伯纳德总督写信给伦敦回应自由号事件和对通函的斗争，通知他的上级，波士顿需要军队来恢复秩序。希尔斯伯勒勋爵命令英国军队的四个团前往波士顿。

### 占领下的波士顿

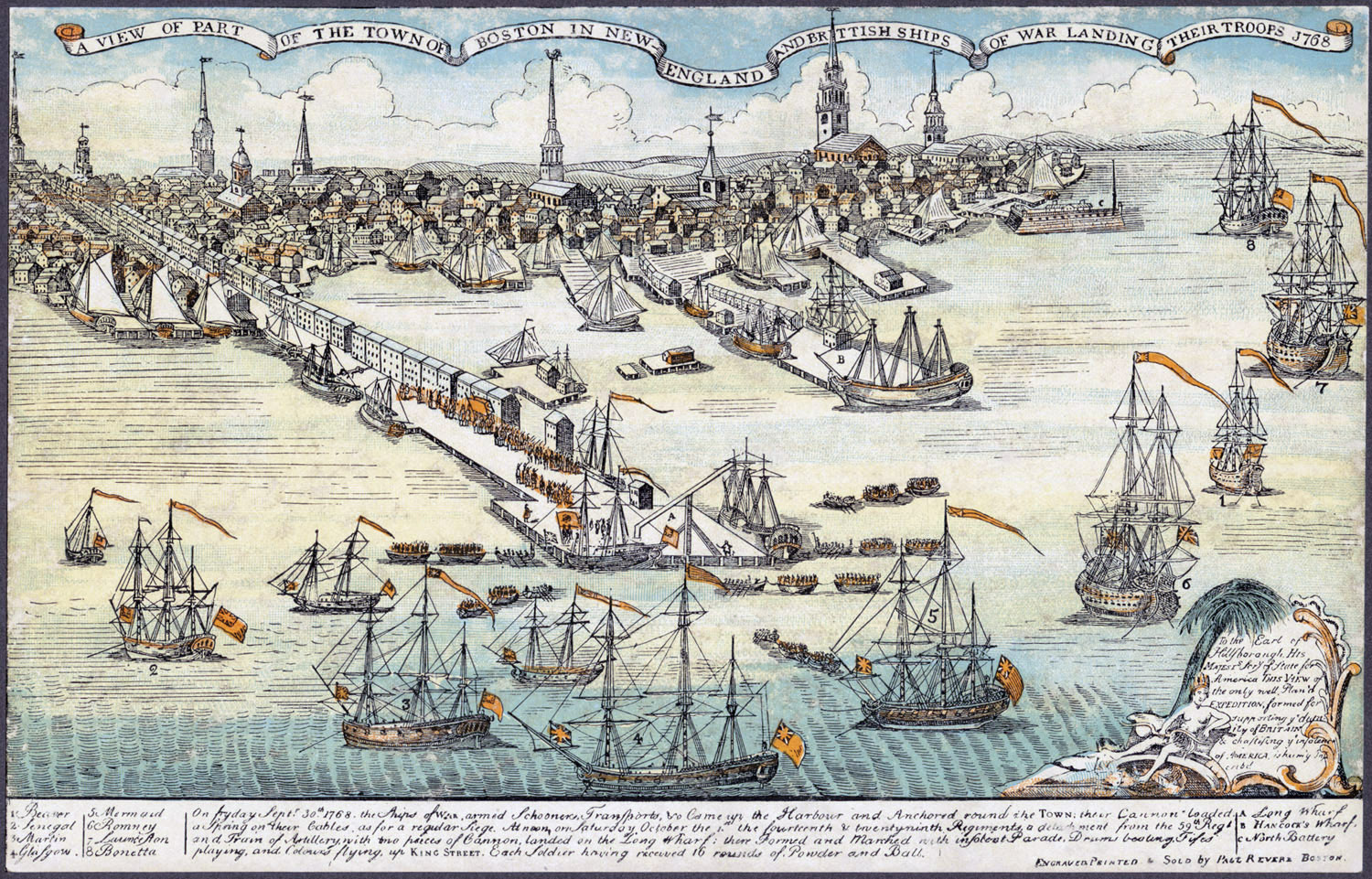
保罗·里维尔1768年印制的英国军队抵达波士顿的版画在殖民地各地再版。

得知英军正在赶来的路上，波士顿镇会议于1768年9月12日召开，要求伯纳德总督召集法院。伯纳德拒绝了，所以镇民大会号召马萨诸塞其他镇派代表从9月22日开始在法尼尔厅开会。大约有100个城镇派代表参加了这次大会，这实际上是一次麻萨诸塞众议院的非正式会议。制宪会议发表了一封信，强调波士顿并不是一个无法无天的城市，使用的语言比亚当斯所希望的更加温和，而且即将到来的军事占领侵犯了波士顿人的自然、宪法和宪章权利。到会议休会时，英国军队的运输船已经抵达波士顿港。1768年10月有两个团登陆，11月又有两个团登陆。
根据一些记载，占领波士顿对亚当斯来说是一个转折点，在此之后，他放弃了和解的希望，并秘密地开始为美国的独立而努力。然而，历史学家卡尔·贝克尔在1928年写道:“在他同时代的著作中，并没有明确的证据表明情况是这样的。”然而，人们对亚当斯的传统和标准看法是，他比大多数同时代的人更渴望独立，并为实现这一目标不懈努力了多年。托利安·波林·迈尔在1980年对这一观点提出了挑战，他认为亚当斯和他的大多数同龄人一样，直到1775年美国独立战争开始后才开始支持独立。按照迈尔的说法，亚当斯当时是一个改革者而不是革命者，他试图让英国外交部改变其政策，并警告英国，如果不这样做，独立将是不可避免的结果。
亚当斯写了大量的信件和文章反对占领，他认为这违反了1689年的《权利法案》。占领行动在《事件杂志》上公之于众，这是一组没有署名的报纸文章，可能是亚当斯与其他人合作撰写的。该杂志对军事占领期间波士顿发生的事件进行了据称是真实的每日报道，在一个没有专业新闻记者的时代，这是一种创新的方式。它描绘了一个被不守规矩的英国士兵包围的波士顿，他们经常袭击男人和强奸女人，而且不受惩罚，这借鉴了英美传统上对驻扎在平民中间的常备军的不信任。该杂志在1769年8月1日停刊，这是波士顿的一个庆祝日:伯纳德总督离开了马萨诸塞，再也没有回来。
亚当斯继续努力让军队撤退，并保持抵制，直到汤森义务被废除。1769年有两个团从波士顿撤离，但另外两个团留下来了。士兵和平民之间的紧张关系最终导致了1770年3月波士顿大屠杀中5名平民的死亡。根据历史学家约翰·米勒对亚当斯的“宣传者解释”，亚当斯故意挑起这一事件，以推动他的美国独立的秘密议程。然而，根据波林·迈尔的说法，“没有证据表明是他引发了波士顿大屠杀骚乱”。
波士顿大屠杀后，亚当斯和其他镇领导会见了伯纳德的继任者总督托马斯·哈钦森和陆军指挥官威廉·达尔林普上校，要求撤军。局势仍然很紧张，所以达尔林普尔同意把两个团都转移到威廉城堡。亚当斯希望士兵们得到公正的审判，因为这将表明波士顿并不是被无法无天的暴民所控制，而是不公正占领的受害者。他说服他的堂兄弟约翰·亚当斯和乔赛亚·昆西为士兵们辩护，因为他知道辉格党人不会为了获得无罪释放而诽谤波士顿。然而，亚当斯写文章谴责审判的结果，他认为这些士兵应该被判犯有谋杀罪。

### “平静期”
波士顿大屠杀后，马萨诸塞州的政治进入了有时被称为“平静期”的时期。1770年4月，国会废除了汤森税，茶叶税除外。亚当斯敦促殖民地人民继续抵制英国的商品，他认为只要缴纳一小笔税，议会就可以建立向殖民地征税的先例，但抵制行动却失败了。随着经济状况的改善，支持亚当斯事业的人越来越少。1770年，纽约和费城放弃了对英国商品的非进口抵制，波士顿的商人面临着经济崩溃的风险，所以他们也同意结束抵制，严重地挫败了亚当斯在麻萨诸塞的事业。约翰·亚当斯退出政坛，而约翰·汉考克和詹姆斯·奥蒂斯则变得更加温和。1771年，塞缪尔·亚当斯竞选地契登记处的职位，但他被以西结·戈德斯韦特以两比一的优势击败。1772年4月，他再次当选麻萨诸塞众议院议员，但他得到的选票比以前少得多。

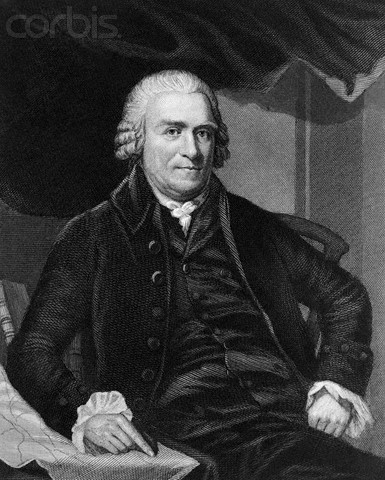
1795年，塞缪尔·亚当斯担任马萨诸塞州州长时的样子。原画被火烧毁了，这是一个中色副本。

一场争夺钱权的斗争使亚当斯重新成为政治聚光灯下的焦点。传统上，马萨诸塞众议院支付总督、副总督和高级法院法官的工资。从辉格党的角度来看，这种安排是对行政权力的一种重要的制约，使皇家任命的官员对民主选举产生的代表负责。1772年，麻萨诸塞得知，这些官员从此将由英国政府而不是该省支付薪水。为了抗议这一点，亚当斯和他的同事们在1772年11月设计了一套通信委员会制度，麻萨诸塞州的城镇会通过一个记录英国活动和抗议帝国政策的委员会网络发送信息，就政治问题进行协商。不久，其他殖民地也成立了通信委员会。
总督哈钦森开始担心通信委员会正在发展成为一场独立运动，所以他在1773年1月召集了法院。哈金森在向立法机关发表演说时指出，像某些委员会所做的那样，否认议会至高无上的权力，是一种危险的反叛行为。他说:“我不知道在议会的最高权力和殖民地的完全独立之间有什么界线。”亚当斯和众议院的回应是，马萨诸塞宪章并没有确立议会在该省的至高无上地位，因此议会现在不能主张这种权力。哈钦森很快意识到，他发起了一场有关独立和议会在殖民地权力范围的公开辩论，这是一个重大错误。波士顿通信委员会在广泛分发的“波士顿小册子”中发表了它的殖民权利声明，以及哈金森与马萨诸塞议院的交流。
马萨诸塞的平静期结束了。亚当斯在1773年5月轻松地再次当选麻萨诸塞州众议院议员，并被选为波士顿镇会议的主持人。1773年6月，他把一套哈金森几年前写的私人信件介绍给马萨诸塞府。在一封信中，哈钦森向伦敦建议，马萨诸塞州应该“删减所谓的英国自由”。哈钦森否认这是他的本意，但他在麻萨诸塞的职业生涯实际上已经结束了，国会向国王递交了一份请愿书，要求国王罢免他。

### 茶党
亚当斯在导致1773年12月16日著名的波士顿倾茶事件中扮演了主要角色，尽管他参与的具体性质一直存在争议。
1773年5月，英国议会通过了《茶叶法案》，这是一项帮助英国最重要的商业机构之一、苦苦挣扎的不列颠东印度公司的税法。由于英国对进口茶叶征收重税，英国人可以以比东印度公司更低的价格购买走私的荷兰茶，东印度公司因此积累了大量无法销售的过剩茶叶。英国政府解决这个问题的办法是在殖民地出售剩余的茶叶。《茶叶法案》第一次允许东印度公司绕过大多数以前充当中间商的商人，直接向殖民地出口茶叶。这一措施对美国殖民经济构成了威胁，因为它赋予了东印度公司相对于当地茶商甚至当地茶走私者的显著成本优势，使他们破产。该法案还降低了该公司在英国缴纳的茶叶税，但保留了对从殖民地进口的茶叶征收有争议的汤森德税。纽约、费城、波士顿和查尔斯顿的少数商人被选中接受该公司的茶叶转售。1773年末，七艘船被派往殖民地运送东印度公司的茶叶，其中四艘开往波士顿。
《茶叶法案》的消息在殖民地引起了强烈的抗议。这不是一场关于高税收的争论，《茶叶法案》实际上降低了合法进口茶叶的价格。相反，抗议者关心的是其他各种问题。人们熟悉的“无代表不纳税”的论点仍然突出，同时也存在着国会在殖民地权力范围的问题。一些殖民者担心，购买更便宜的茶叶会让他们承认议会有权向他们征税。“钱袋的权力”冲突仍在争论之中。茶叶税收入将用于支付某些皇家官员的薪金，使他们独立于人民。殖民地走私者在抗议活动中发挥了重要作用，因为《茶叶法案》使合法进口的茶叶变得更便宜，这可能会让荷兰茶走私者破产。那些没有被东印度公司指定为收货人的合法茶叶进口商也受到了《茶叶法案》的威胁，其他商人也担心政府创造垄断的先例。

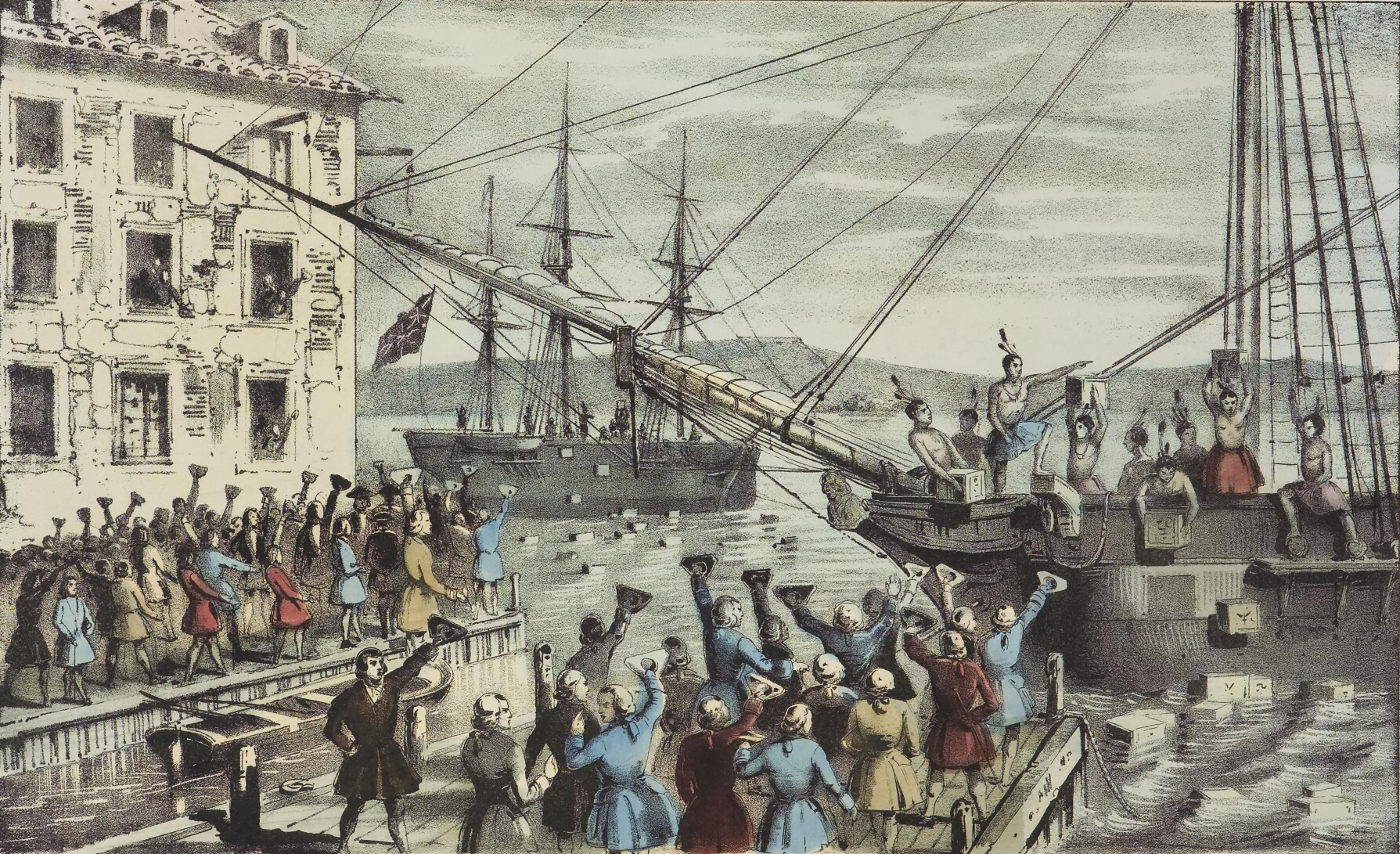
纳撒尼尔·柯里尔在1846年创作的这幅标志性石版画名为《波士顿港茶叶的毁灭》，“波士顿倾茶事件”一词当时还没有成为标准说法。

亚当斯和函件委员会促进了对《茶叶法案》的反对。在每个殖民地，除了麻萨诸塞，抗议者都迫使茶叶收货人辞职或将茶叶送回英国。然而，在波士顿，总督哈金森决心坚持自己的立场。他说服了茶叶收货人，其中两个是他的儿子，让他们不要让步。波士顿议员团和后来的镇议会试图强迫收货人辞职，但他们拒绝了。随着运茶船即将抵达，亚当斯和波士顿通信委员会联系了附近的委员会，争取支持。
茶叶船达特茅斯在11月下旬抵达波士顿港，亚当斯写了一封通函，要求11月29日在法尼尔厅举行群众会议。成千上万的人来了，人数如此之多，以至于会议转移到了更大的老南聚會所。英国法律要求“达特茅斯”号必须在20天内卸下货物并缴纳关税，否则海关官员可能会没收货物。群众大会通过了亚当斯提出的一项决议，该决议敦促达特茅斯号船长在不缴纳进口税的情况下把船送回去。与此同时，会议指定了25人看守这艘船，防止茶叶卸货。
州长哈钦森拒绝允许达特茅斯的人不交税就离开。另外两艘茶叶船，埃莉诺号和海狸号抵达波士顿港。第四艘船“威廉”号在科德角附近搁浅，从未抵达波士顿。12月16日是达特茅斯最后期限的最后一天，大约7000人聚集在老南聚會所周围。亚当斯收到报告说，总督哈钦森再次拒绝让这些船只离开，他宣布，“这次会议对拯救国家再也没有任何帮助了。”根据一个广为流传的故事，亚当斯的声明是一个预先安排好的信号，预示着“茶党运动”即将开始。然而，直到事件发生近一个世纪后，这一说法才出现在亚当斯的曾孙所写的一本传记中，他显然误解了这一证据。根据目击者的描述，人们直到亚当斯发出所谓的“信号”10到15分钟后才离开会场，而亚当斯实际上试图阻止人们离开，因为会议还没有结束。
当亚当斯试图重新控制会议时，人们从老南聚會所涌向波士顿港。那天晚上，30到130人登上三艘船，其中一些人几乎伪装成莫霍克印第安人，在三个小时的时间里把342箱茶叶全部倒入水中。亚当斯从未透露他是否去码头目睹了茶叶的毁灭。不知道他是否帮助策划了这次活动，但亚当斯立即努力宣传并为之辩护。他认为，茶党不是一群无法无天的暴民的行为，而是一场有原则的抗议，是人民捍卫宪法赋予他们的权利的唯一选择。

## 革命
1774年，英国以《强制法案》回应波士顿倾茶事件。这些法案中的第一个是《波士顿港口法》，该法案关闭了波士顿的商业，直到东印度公司偿还了被破坏的茶叶。《麻萨诸塞政府法》重写了《麻萨诸塞宪章》，使许多官员由王室任命，而不是选举产生，并严格限制了镇民会议的活动。《司法法》允许被指控犯罪的殖民者被运送到另一个殖民地或英国本土接受审判。新任命的皇家总督托马斯·盖奇将军负责执行该法案，他也是英国驻北美军事力量的指挥官。
亚当斯努力协调对胁迫行为的抵抗。1774年5月，波士顿镇会议(由亚当斯担任主持人)组织了一场对英国商品的经济抵制。6月，亚当斯在马萨诸塞众议院领导了一个委员会，该委员会提议9月在费城召开殖民地间的国会会议，委员会的门被锁上，以防止盖奇解散立法机构。他是被选中参加第一届大陆会议的五名代表之一。亚当斯从来都不穿时髦的衣服，也没有多少钱，所以朋友们给他买了新衣服，并支付了他去费城的旅费，这是他第一次离开麻萨诸塞。

### 第一次大陆会议

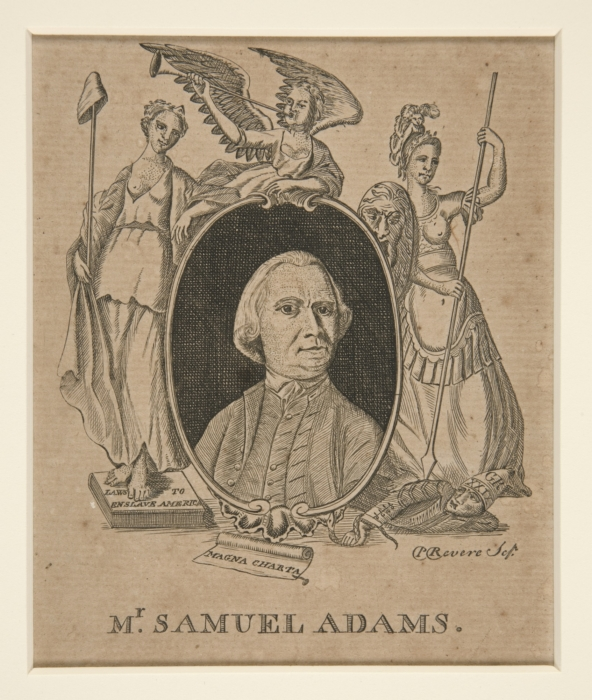
保罗·里维尔描绘的亚当斯(1774年)，耶鲁大学美术馆

在费城，亚当斯一边用他的政治技巧游说其他代表，一边促进殖民地的团结。9月16日，信使保罗·里维尔向国会提交了《沙福克决议》，这是马萨诸塞州通过的众多决议之一，承诺坚决抵制强制法案。国会通过了沙福克决议，发表了一份权利宣言，否定了议会为殖民地立法的权利，并组织了一个被称为“大陆协会”的殖民抵制活动。
亚当斯于1774年11月回到麻萨诸塞，他在麻萨诸塞省议会任职，这是一个独立于英国控制的法外立法机构。省议会成立了第一批民兵连，由一接到通知就准备行动的民兵组成。亚当斯还担任波士顿镇会议的主持人，该会议不顾《麻萨诸塞州政府法案》而召开，并被任命为负责执行大陆协会的检查委员会委员。他还被选中参加定于1775年5月在费城召开的第二届大陆会议。
约翰·汉考克也加入了代表团，在亚当斯参加第二次国会之前，他和亚当斯参加了马萨诸塞康科德的省议会。这两个人认为在前往费城之前回到波士顿并不安全，所以他们呆在了汉考克小时候在列克星敦的家中。1775年4月14日，盖奇将军收到达特茅斯勋爵的一封信，建议他“逮捕省议会的主要行为者和教唆犯，因为他们的行为在任何情况下都被认为是叛国和叛乱”。在4月18日的晚上，盖奇派出了一支小分队执行一项引发美国独立战争的重大任务。英国远征队的目的是夺取并摧毁殖民者储存在康科德的军事物资。根据许多历史记载，盖奇还指示手下逮捕汉考克和亚当斯，但盖奇发出的书面命令没有提到逮捕爱国者领袖。
盖奇显然决定不逮捕亚当斯和汉考克，但爱国者们最初的想法并非如此，可能是受到了伦敦报纸的影响，这些报纸传到波士顿，告诉他们这位爱国者领袖如果被抓住就会被处以绞刑。約瑟·瓦倫从波士顿派保罗·里维尔去警告他们，英国军队正在行动，可能会试图逮捕他们。当汉考克和亚当斯逃跑时，战争的第一枪在莱克星顿和康科德打响。战争结束后不久，盖奇发布了一份公告，对所有“放下武器，重新履行和平臣民的职责”的人给予特赦——除了汉考克和塞缪尔·亚当斯。以这种方式挑出汉考克和亚当斯，只会增加他们在爱国者中的声望，而且，根据爱国者历史学家默西·奥蒂斯·沃伦的说法，可能夸大了这两个人的重要性。

### 第二次大陆会议

在约翰·特朗布尔的《独立宣言》中，亚当斯坐在观众的右边，理查德·亨利·李坐在前排，双腿交叉。

大陆会议是在保密规则下进行的，因此亚当斯在国会审议中扮演的确切角色并没有完全记录在案。他似乎有很大的影响力，作为一种“党鞭”在幕后工作，托马斯·杰斐逊称赞塞缪尔·亚当斯——不太为人所记得的亚当斯——引导国会走向独立，他说:“如果革命中有帕林鸠鲁，塞缪尔·亚当斯就是那个人。”他在许多委员会任职，经常处理军事事务。亚当斯还提名乔治·华盛顿为大陆军总司令。
亚当斯是一个谨慎的独立宣言的提倡者，他敦促回到麻萨诸塞的热心记者等待更温和的殖民者前来支持从英国分离出去。1775年，当殖民地开始用独立的共和政府取代他们的旧政府时，他很高兴。他赞扬了托马斯·潘恩在1776年初以“Candius”的名字写成的广受欢迎的小册子《常识》，并支持美国独立的呼吁。6月7日，亚当斯的政治盟友理查德·亨利·李提出了一项由三部分组成的决议，要求国会宣布独立，建立殖民地联邦，并寻求外国援助。经过一段时间的拖延以争取支持，国会于1776年7月4日批准了美国独立宣言的语言，亚当斯在宣言上签字。
《独立宣言》发表后，国会继续管理战争的努力。亚当斯在军事委员会任职，包括1777年被任命为战争委员会成员。他主张向大陆军士兵发放奖金，以鼓励他们在战争期间重新入伍。他呼吁通过严厉的州立法来惩罚效忠者——那些继续支持英国国王的美国人——亚当斯认为这些人对美国自由的危害不亚于英国士兵。在马萨诸塞州，超过300名效忠者被驱逐，他们的财产被没收。战争期间，亚当斯反对允许效忠者英国的人返回马萨诸塞州，担心他们会破坏共和政府。
亚当斯是被委派到委员会起草《邦联条例》的马萨诸塞代表，这是殖民地邦联的计划。宪法条款强调国家主权，反映了国会对一个强大的中央政府的警惕，亚当斯也有同感。和当时的其他人一样，亚当斯认为自己是美国公民，同时继续称马萨诸塞为他的“国家”。经过多次辩论，这些条款于1777年11月被送到各州批准。亚当斯在费城敦促麻萨诸塞州批准该法案，并如愿以偿。亚当斯于1778年与麻萨诸塞州的其他代表签署了《邦联条例》，但直到1781年才得到所有州的批准。
1779年，亚当斯回到波士顿参加州制宪会议。马萨诸塞州一般法院在前一年提出了一项新宪法，但被选民否决，于是召开了一次会议，再次尝试。亚当斯与他的堂兄约翰·亚当斯和詹姆斯·鲍登一起被任命为一个三人起草委员会的成员。他们起草了马萨诸塞宪法，并在1780年得到选民的批准。新宪法建立了一个共和政体，每年举行一次选举，实行三权分立。它反映了亚当斯的信念:“一个国家永远不会自由，除非每个公民都不受任何法律的约束，无论他是直接同意还是通过他的代表同意。”按照现代的标准，新宪法不是“民主的”，亚当斯和他的大多数同僚一样，认为只有拥有财产的自由男性才应该被允许投票，参议院和州长的职责是平衡任何可能因多数决定制而产生的过分行为。
1781年，亚当斯从大陆会议退休。他的健康状况是原因之一。他当时快60岁了，身体颤抖，写作困难。但他也想回到马萨诸塞州，影响联邦的政治。1781年，他回到波士顿，从此再也没有离开马萨诸塞。

## 重返马萨诸塞
亚当斯回到麻萨诸塞州后，仍然积极参与政治活动。他经常担任波士顿镇会议的主持人，并当选为州参议院议员，并经常担任该机构的主席。
亚当斯把他的政治议程集中在提倡美德上，他认为美德在共和国政府中至关重要。他认为，如果共和国领导人缺乏美德，自由就会受到威胁。他在这次竞选中的主要对手是他以前的门生约翰·汉考克，这两人在大陆会议上闹翻了。亚当斯不赞成他所认为的汉考克的虚荣心和铺张浪费，他认为这对于一个共和国领导人来说是不合适的。当汉考克于1777年离开国会时，亚当斯和其他麻萨诸塞州的代表投票反对感谢他担任国会主席。这场斗争在马萨诸塞州继续进行。亚当斯认为，汉考克表现得像个贵族，追求声望，并不是在扮演一个善良的共和国领袖的角色。亚当斯支持詹姆斯·鲍登担任州长，当汉考克每年都以压倒性优势获胜时，他感到很沮丧。
亚当斯对公共道德的促进采取了几种形式。他在促使波士顿为儿童，甚至是女孩提供免费公共教育的过程中发挥了重要作用，当然这种说法是有争议的。亚当斯是1780年美国艺术与科学学院的创始成员之一。独立战争后，亚当斯和其他一些人，包括托马斯·杰斐逊，一起谴责辛辛那提协会，这是一个由前军官组成的组织。亚当斯担心这个社会是“向世袭的军事贵族迈进的一步”，从而对共和主义构成威胁。他还认为，在公共场所开设剧院会损害公民的道德，他加入了一项最终以失败告终的努力，试图在波士顿禁止开设剧院。亚当斯死后几十年，演说家爱德华·埃弗里特称他为“最后的清教徒”。
战后麻萨诸塞州西部的经济问题导致了一场名为谢斯叛乱的起义，始于1786年。小农场主们被高税收和高债务激怒了，他们武装起来，关闭了两个县的债务人法庭。州长詹姆斯·鲍登派了四千名民兵镇压起义，亚当斯也支持这一行动。他的老政治盟友詹姆斯·沃伦认为亚当斯抛弃了他的原则，但亚当斯不觉得这有什么矛盾。他赞成像美国独立战争期间那样，对一个不具代表性的政府发动叛乱，但他反对拿起武器反对共和政府，因为共和政府的问题应该通过选举来解决。他认为谢斯叛乱的领导人应该被绞死，据说他说“胆敢反抗共和国法律的人应该被处死”。
谢斯的叛乱促使人们相信《邦联条例》需要修改。1787年，费城会议的代表们没有修改宪法条款，而是制定了一部新的美国宪法，并建立了一个更强大的国家政府。当亚当斯表达了他的不满时，宪法被送到各州批准。“我承认，”他在1787年写给理查德·亨利·李的信中说，“当我走进大楼时，我在门槛上绊了一下。我会见的是国家政府，而不是联邦政府。” 亚当斯是那些被新宪法的支持者嘲笑为“反联邦主义者”的人之一，这些人自称为“联邦主义者”。亚当斯被选入1788年1月召开的麻萨诸塞州批准大会。尽管亚当斯持保留意见，但他很少在大会上发言，并认真听取辩论，而不是提出反对意见。亚当斯和约翰·汉考克和解了，他们最终同意支持宪法，但有一个条件，那就是以后要增加一些修正案。即使有汉考克和亚当斯的支持，马萨诸塞州大会还是以187票对168票勉强通过了宪法。
当亚当斯参加批准大会时，他唯一的儿子小塞缪尔·亚当斯去世，年仅37岁。小亚当斯曾在独立战争中担任外科医生，但后来生病了，再也没有完全康复。他的死对他是个沉重的打击。小亚当斯把他当兵时挣来的证书留给了他的父亲，让亚当斯和他的妻子在生命的最后几年意外地获得了经济上的保障。到18世纪90年代中期，土地投资使他们相对富裕，但这并没有改变他们节俭的生活方式。
亚当斯很关心新宪法，并试图重新进入国家政治。在1788年12月的选举中，他被提名为美国众议院的候选人，但输给了费雪·埃姆斯，显然是因为埃姆斯更支持宪法，更受欢迎。尽管他失败了，亚当斯继续为宪法修正案而努力，这项运动最终导致1791年增加了《美国权利法案》。后来，随着这些修订案的出台以及更多修订案的可能，他成为了宪法的坚定支持者。
1789年，亚当斯被选为麻萨诸塞州副州长，并一直担任这一职务，直到1793年汉考克州长去世，他才成为代理州长。第二年，亚当斯凭借自己的权力当选为州长，这是他四届任期中的第一届。他被普遍认为是他所在州杰斐逊派民主共和党的领袖，杰斐逊派反对联邦党。与其他一些民主共和党人不同，亚当斯支持镇压1794年的威士忌暴乱，理由与他反对谢斯叛乱的理由相同。和其他民主共和党人一样，他在1796年公开反对《杰伊条约》，这一立场在一个日益拥护联邦主义的州招致了批评。在那一年的美国总统选举中，弗吉尼亚州的民主共和党人投了15张选举人票给亚当斯，试图让他成为杰斐逊的副总统，但联邦党人约翰·亚当斯赢得了选举，杰斐逊成为了副总统。亚当斯兄弟俩一直是朋友，但当杰斐逊在1800年的总统选举中击败约翰·亚当斯时，塞缪尔很高兴。
塞缪尔·亚当斯从1796年拒绝竞选连任的华盛顿总统那里得到了启示，1797年，他在州长任期结束时退出政坛。亚当斯患有一种现在被认为是本质震颤的疾病，一种运动障碍使他在生命的最后十年无法写作。1803年10月2日，他逝世，享年81岁，被安葬在波士顿的谷仓墓地。波士顿的共和党报纸《独立纪事报》称赞他为“美国革命之父”。

## 遗产

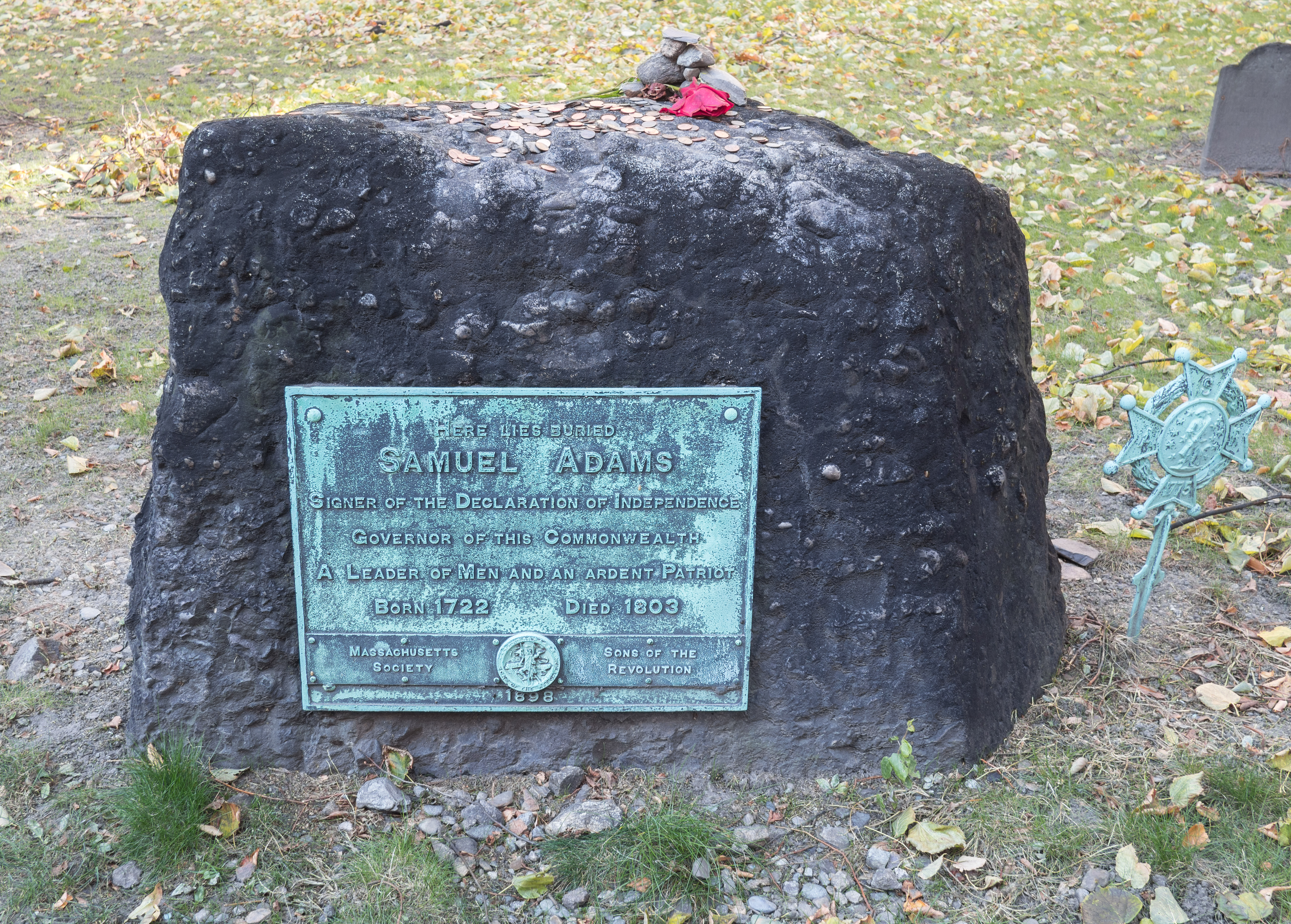
塞缪尔·亚当斯的墓碑在谷仓墓地上

塞缪尔·亚当斯是美国历史上一个有争议的人物。关于他的重要性和声誉的分歧在他死前就开始了，一直持续到现在。
亚当斯的同时代人，包括朋友和敌人，都认为他是美国独立战争最重要的领袖之一。例如，托马斯·杰斐逊将亚当斯形容为“真正的革命之人”。其他殖民地的领导人被拿来与他比较。科尼利厄斯·哈内特被称为“北卡罗莱纳州的塞缪尔·亚当斯”，查尔斯·汤姆森被称为“费城的塞缪尔·亚当斯”，克里斯托弗·加兹登被称为“南方的萨姆·亚当斯”。当约翰·亚当斯在大革命期间到法国旅行时，他不得不解释他不是塞缪尔，“著名的亚当斯”。
支持革命的人称赞亚当斯，但效忠英国的人认为他是一个邪恶的人物。被流放的马萨诸塞州首席大法官彼得·奥利弗将他描述为一个狡猾的马基雅维利主义者，有着“分裂的脚”。亚当斯的政敌托马斯·哈钦森在他的《马萨诸塞湾历史》一书中进行了报复，他在书中谴责亚当斯是一个不诚实的人物刺客，强调他作为商人和收税员的失败。20世纪，历史学家克利福德·K·希普顿在《西布里的哈佛毕业生参考》系列中重新提出了这种对亚当斯怀有敌意的“托利派解读”。希普顿给哈钦森和奥利弗绘了正面的肖像，给亚当斯和汉考克画了严厉的素描。他对亚当斯的描写被历史学家波林·迈尔形容为“45页的轻蔑”。
辉格党历史学家挑战了对亚当斯的“托利解释”。认识亚当斯的两位历史学家威廉·戈登和默西·奥蒂斯·沃伦把他描述为一个无私地献身于美国革命的人。但在19世纪早期，亚当斯经常被视为一个老式的清教徒，因此被历史学家所忽视。19世纪中期，人们又重新对亚当斯产生了兴趣。历史学家乔治·班克罗夫特在他的不朽著作《从美洲大陆发现开始的美国历史》(1852年)中对他进行了正面的描述。亚当斯的第一部完整传记出版于1865年，由他的曾孙威廉·威尔斯(William Wells)撰写，共三卷。尽管辉格党对亚当斯的描述是不加批判的亲美主义，并带有圣徒传记的元素，这种观点影响了后来一些为普通读者写的传记，但威尔斯传记仍因其丰富的信息而有价值。
在19世纪末，许多美国历史学家对当代革命感到不安，并发现要用赞许的笔法来描写亚当斯是有问题的。美国和英国之间的关系得到了改善，亚当斯在分裂美国人和英国人方面所扮演的角色越来越让人感到遗憾。1885年，詹姆斯·霍斯默写了一本传记赞扬亚当斯，但也发现他的一些行为令人不安，比如1773年出版的哈金森的私人信件。后来的传记作家对亚当斯和他所代表的普通人越来越不友好。1923年，拉尔夫·V·哈洛用一种“弗洛伊德式”的方法将亚当斯描述为一个受“自卑情结”驱使的“神经质怪人”。哈洛认为，由于大众很容易被误导，亚当斯“制造公众舆论”来产生革命，这一观点成为约翰·C·米勒1936年出版的传记《萨姆·亚当斯：宣传先驱》的主题。米勒把亚当斯描绘成一个具有煽动性的革命者，而不是一个精明的政治能手，他把波士顿“人民身体”的所有行为都归功于这个人，并一直称他的主人公为“萨姆”，尽管事实上亚当斯在他的一生中几乎一直被称为“塞缪尔”。
用历史学家查尔斯·阿克斯的话来说，米勒这本颇具影响力的书成为了“山姆·亚当斯是波士顿独裁者的神话，他几乎是单枪匹马地领导殖民地发动叛乱”的“学术盛典”。据埃克斯说，米勒和其他历史学家用“山姆做的”来解释人群活动和其他发展，而没有引用任何证据证明亚当斯指挥了这些事件。1974年，埃克斯呼吁历史学家以批判性的眼光重新审视资料来源，而不是简单地重复这个神话。那时，学者们越来越反对亚当斯等人使用“宣传”来煽动“无知的暴徒”的说法，相反，他们把一个革命的马萨诸塞州描绘成一个过于复杂、不可能由一个人控制的地方。历史学家波林·迈尔认为，亚当斯并不是一个激进的暴民领袖，基于英国革命传统，他采取了一种温和的立场，对反抗权威施加了严格的限制。这一信念证明，只有在对宪法权利的威胁如此严重以致“人民的身体”认识到危险的情况下，并且只有在一切和平补救手段都失败之后，才能使用武力。在这种革命传统中，抵抗基本上是保守的。2004年，雷·拉斐尔的《创世神话》延续了迈尔的观点，解构了许多教科书和通俗历史中仍在重复出现的“萨姆”·亚当斯神话。
塞缪尔·亚当斯死后，他的名字被商业和非盈利机构盗用。1985年，波士顿啤酒公司借鉴亚当斯的酿酒传统，创建了塞缪尔·亚当斯波士顿啤酒，它成为了一个受欢迎的获奖品牌。亚当斯的名字也被两个非营利组织使用，即山姆·亚当斯联盟和山姆·亚当斯基金会。这些组织以亚当斯的名字命名，以纪念他在地方层面组织公民以实现国家目标的能力。